# ぐるっとくじゅう周遊道路
ぐるっとくじゅう周遊どうろ（-しゅうゆうどうろ）は、大分県が九重連山周辺の国道442号等に設定した、環状道路の愛称である。観光の振興と地域の活性化を図る目的として、くじゅう高原周辺における循環型広域観光ルート（周遊道路）と位置付けている。大分県が制定した道路だが、一部熊本県を通過する。

## 概要
九重連山を縦断する通称「やまなみハイウェイ」は古くから広く知られているが、これに対して、ぐるっとくじゅう周遊道路は九重連山の外輪を周遊する広域観光ルートの環状線として制定されている。ルートの都合上、一部熊本県内を通過している。出典内では始点・終点は明記されていないが、出典内の「キロポスト」を参考に、熊本県南小国町「瀬の本」交差点を便宜上の始点とする。
主な構成道路は以下の通り
- 国道442号
- 大分県道・熊本県道11号別府一の宮線（やまなみハイウェイ）
- 大分県道40号飯田高原中村線
- 大分県道680号田野宝泉寺停車場線（重複区間）
- 大分県道621号田野庄内線
- 広域農道『久住飯田南部地域開発農道』（ふるさと林道由布朝地線）
- 大分県道30号庄内久住線
- 大分県道669号阿蘇くじゅう高原線

## 地理

### 通過する自治体
- 南小国町
- 竹田市久住町
- 由布市庄内町
- 竹田市直入町
- 竹田市久住町
- 産山村
- 南小国町

### 交差する道路
| 所属道路                                                                       | 交差する道路                                                         | 市町村名                 | 交差する場所       | 交差する場所           |
| ------------------------------------------------------------------------------ | -------------------------------------------------------------------- | ------------------------ | ------------------ | ---------------------- |
| 熊本県道11号標識                                                               | 国道442号（八女方面） 大分県道・熊本県道11号別府一の宮線（阿蘇方面） | 南小国町                 | 大字満願寺         | 瀬の本交差点/起点      |
| 大分県道11号標識                                                               | 久住高原ロードパーク（瀬の本側入口）                                 | 竹田市                   | 久住町大字久住     |                        |
| 大分県道11号標識                                                               | 大分県道・熊本県道11号別府一の宮線（湯布院方面）                     | 九重町                   | 大字湯坪           |                        |
| 大分県道40号標識                                                               | 大分県道・熊本県道11号別府一の宮線（湯布院方面）                     | 九重町                   | 大字湯坪           |                        |
| 大分県道40号標識 · 大分県道680号標識                                           | 大分県道680号田野宝泉寺停車場線 重複区間起点 （牧ノ戸峠方面）        | 九重町                   | 大字田野           |                        |
| 大分県道40号標識 · 大分県道680号標識                                           | 大分県道680号田野宝泉寺停車場線 重複区間終点 （玖珠方面）            | 九重町                   | 大字田野           |                        |
| 大分県道40号標識 · 大分県道621号標識                                           | 大分県道621号田野庄内線 （牧ノ戸方面）                               | 九重町                   | 大字田野           |                        |
| 大分県道40号標識 · 大分県道621号標識                                           | 大分県道40号飯田高原中村線（九酔渓方面）                             | 九重町                   | 大字田野           |                        |
| 大分県道621号標識                                                              | 大分県道・熊本県道11号別府一の宮線                                   | 九重町                   | 大字田野           | 飯田高原交差点         |
| 大分県道621号標識                                                              | 大分県道621号田野庄内線 （庄内方面） 広域農道（湯平温泉方面）        | 由布市                   | 庄内町阿蘇野       |                        |
| ふるさと林道由布朝地線                                                         | 大分県道621号田野庄内線 （庄内方面） 広域農道（湯平温泉方面）        | 由布市                   | 庄内町阿蘇野       |                        |
| 広域農道 奥豊後グリーンロード（庄内/荻方面）                                   | 竹田市                                                               | 直入町大字長湯           |                    |                        |
| 広域農道（豊後大野市朝地町方面） 大分県道30号庄内久住線                        | 竹田市                                                               | 直入町大字長湯           | ドイツ村入口交差点 |                        |
| 広域農道（豊後大野市朝地町方面） 大分県道30号庄内久住線                        | 竹田市                                                               | 直入町大字長湯           | ドイツ村入口交差点 | 大分県道30号標識       |
| 大分県道209号朝地直入線                                                        | 竹田市                                                               | 直入町大字長湯           | 長湯山脇三差路     |                        |
| 大分県道47号竹田直入線                                                         | 竹田市                                                               | 直入町大字長湯           |                    |                        |
| 大分県道412号久住高原野津原線（野津原方面） 大分県道30号庄内久住線（久住方面） | 竹田市                                                               | 久住町大字栢木（かやぎ） | 小倉交差点         |                        |
| 大分県道412号久住高原野津原線（野津原方面） 大分県道30号庄内久住線（久住方面） | 竹田市                                                               | 久住町大字栢木（かやぎ） | 小倉交差点         | 大分県道669号標識      |
| 久住高原ロードパーク（竹田側入口）                                             | 竹田市                                                               | 久住町大字久住           |                    |                        |
| 国道442号標識                                                                  | 竹田市                                                               | 国道442号（竹田方面）    | 久住町大字久住     | くじゅう花公園前交差点 |
| 国道442号標識                                                                  | 国道442号（八女方面） 大分県道・熊本県道11号別府一の宮線（阿蘇方面） | 南小国町                 | 大字満願寺         | 瀬の本交差点/終点      |

### 沿線にある施設など
- 南小国町
  - 瀬の本高原
  - 三愛瀬の本レストハウス
- 九重町
  - 九重インターチェンジ
  - 九酔渓
  - 九重"夢"大吊橋
  - 筋湯温泉
  - 八丁原発電所
  - 九州大学山の家
  - 九重森林公園スキー場
  - 猟師岳
  - 飯田高原
- 由布市
  - 黒岳 (大分県)
  - 男池湧水群
  - 白水鉱泉
- 竹田市
  - ドイツ村
  - 竹田市直入支所
  - 直入B&G海洋センター
  - 長湯温泉
  - 道の駅ながゆ温泉
  - 大分県立久住高原農業高等学校
  - ガンジー牧場
  - くじゅう花公園
  - 九州大学農学部 附属農場 高原農業実験実習場
- 産山村
  - ヒゴタイ公園